# Marcel Callo
Marcel Callo (6 de diciembre de 1921 - 19 de marzo de 1945) fue un católico francés de Rennes que sirvió en organizaciones católicas, en particular los Juventud Obrera Cristiana (jocistas), dedicadas a obras de caridad para los pobres y las comunidades en general. Marcel trabajó como aprendiz en una imprenta desde los trece años antes de unirse a asociaciones católicas en Francia. Fue reclutado para servir durante la Segunda Guerra Mundial y la Gestapo lo arrestó en 1944 por sus actividades cristianas. Murió en un campo de concentración de Mauthausen después de haber sido obligado a realizar largas horas de trabajo.
Debido a que murió en duras condiciones por su fe, el Papa Juan Pablo II presidió su beatificación el 4 de octubre de 1987.

## Beatificación

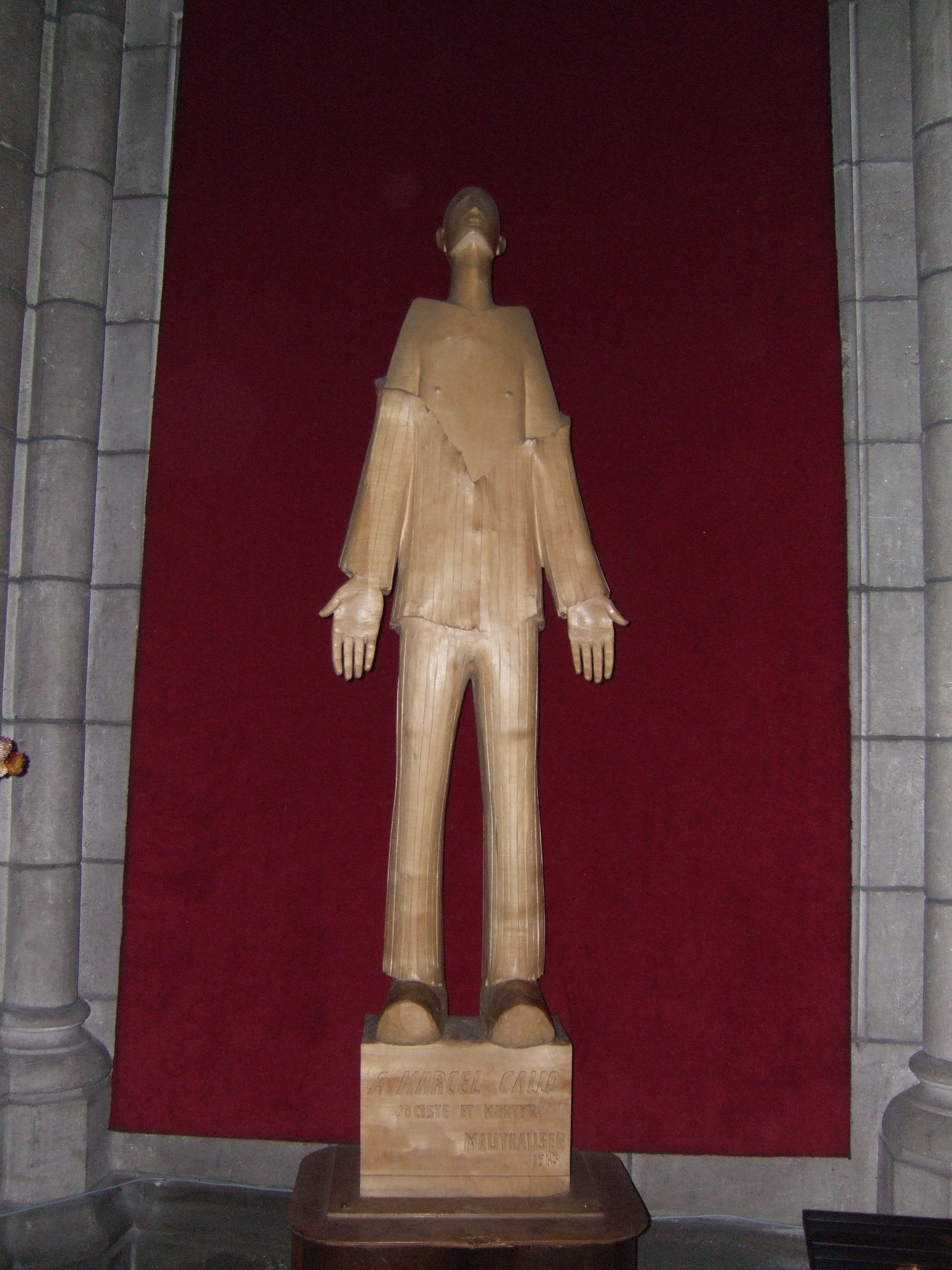
Estatua de Marcel Callo en la iglesia de Saint Aubin, Rennes, Francia

El proceso de beatificación se inició en Rennes en un proceso diocesano del 1 de marzo de 1968 al 19 de marzo de 1969 con el fin de evaluar su vida, así como la obra en la que participó y la forma en que Marcel murió "in odium fidei" (por a su fe). Esto tuvo lugar a pesar de que la presentación formal de la causa se produjo bajo el Papa Juan Pablo II el 7 de enero de 1982 en un acto que confirmó a Marcel el título póstumo de Siervo de Dios. Sin embargo, se prescindió de un segundo proceso y se permitió que la Congregación para las Causas de los Santos aceptara el proceso y decretara que era válido el 9 de enero de 1987 y comenzara la llamada "Fase Romana" en la que Roma comenzaría su propia línea de investigación.
La positio fue presentada a Roma para su investigación en 1987 y después de que tanto los teólogos como la Congregación aprobaron el caso, fue llevado al Papa, quien confirmó el 1 de junio de 1987 que Marcel había muerto debido al odio de otros hacia su fe cristiana; esto significaba que podía ser beatificado sin necesidad de un milagro. Juan Pablo II beatificó a Marcel el 4 de octubre de 1987.